# Engelbrecht Hesselberg
Engelbrecht (Engebret) Hesselberg (døbt 7. marts 1728 i Norderhov Præstegæld på Ringerike – 19. februar 1788 i København) var en dansk-norsk retskyndig.
Faderen, Engebret Engebretsen Hesselberg, var eller blev senere lensmand i Norderhov; moderen hed Inger Christoffersdatter. Sønnen blev student 1745, juridisk kandidat 1751 og lå fra 1751-55 på Elers' Kollegium. Sidstnævnte år beskikkedes han til byskriver på St. Croix, 1757 til byfoged og byskriver i Christiansted på St. Croix. Her fra rappelleredes han 1760, da han "vel ikke skal fejle Habilité, men paa det Sted ikke meget godt derved udretter". Kort efter kom det op, at han under sin embedsvirksomhed havde afpresset en fransk skibskaptajn aldeles urimelige retsgebyrer. Henrik Stampe udtaler i sin erklæring om sagen, at han "længe og ofte har hørt Hesselberg omtale som en egennyttig og derhos snedig Betjent". Det pålagdes Hesselberg ved kgl. resolution at tilbagebetale det oppebårne og senere ved en ny resolution at betale en bøde, med mindre han hellere ville underkaste sig fiskalisk aktion. 1770 blev han entlediget og udnævntes til generalkrigskommissær, 1782 erholdt han rang med generalmajorer. 19. februar 1788 døde han i København.
Af Hesselbergs juridiske skrifter nyder hans Juridisk Kollegium (1753), hvilket han skal have affattet, medens han endnu var student, fortjent ros som et klart og skarpsindigt arbejde. Det blev senere (1763) på ny udgivet af Jens Bing Dons og benyttedes i lang tid som lærebog, navnlig af de ustuderede jurister.
Hesselberg afslørede i 1759 et slaveoprør på St. Croix. Han forfattede en omfattende og detaljeret rapport om oprøret, og hvordan det blev håndteret af koloniens myndigheder og af ham selv som dommer. De mistænkte blev tortureret og hovedmændene blev henrettet på de mest grusomme måder. Denne rapport er i dag et vigtig dokument til dansk-norsk kolonihistorie på 1700-tallet.